# 米爾布魯克 (密蘇里州)
米爾布魯克（英語：Millbrook）是位於美國密蘇里州科爾縣的非建制地區。

## 歷史
米爾布魯克的郵局於1893年設立，其後於1911年停運。

## 地理
米爾布魯克所處的海拔為高於海平面191米（即627英呎），而該地所採用的時區為UTC-6，即北美中部時區（CST）。同時該地設有夏令時間，為UTC-6調快一小時，即UTC-5（CDT）。